# George Steer
George Lowther Steer (ur. 1909, zm. 25 grudnia 1944) – brytyjski korespondent wojenny, relacjonował konflikty zbrojne przed II wojną światową, ze szczególnym uwzględnieniem hiszpańskiej wojny domowej.
Urodzony w Afryce Południowej, był synem wydawcy prasowego. Studiował nauki klasyczne w Winchester College i w Christ Church w Oksfordzie. Następnie dziennikarz i korespondent wojenny.
W 1935 relacjonował włoską inwazję Etiopii i doniósł o użyciu gazu musztardowego przez siły włoskie. Przyjaciel cesarza Haile Selassie, który był ojcem chrzestnym jego syna. W 1937 relacjonował hiszpańską wojnę domową. Zdobył uznanie za relację z bombardowania Guerniki przez lotnictwo niemieckie 26 kwietnia 1937. Relacjonował przebieg wojny zimowej w Finlandii. Po wybuchu II wojny światowej wstąpił do armii brytyjskiej, gdzie kierował etiopską jednostką propagandową podczas walk Brytyjczyków z siłami włoskimi na terenie Etiopii. W 1941 miał znaczny wpływ na przywrócenie na tron Haile Selassie. Następnie wysłany do Indii. Kierował jednostką propagandową w Bengalu, która starała się złamać morale żołnierzy japońskich.
Zginął w wypadku samochodowym 25 grudnia 1944.